# James Dornan

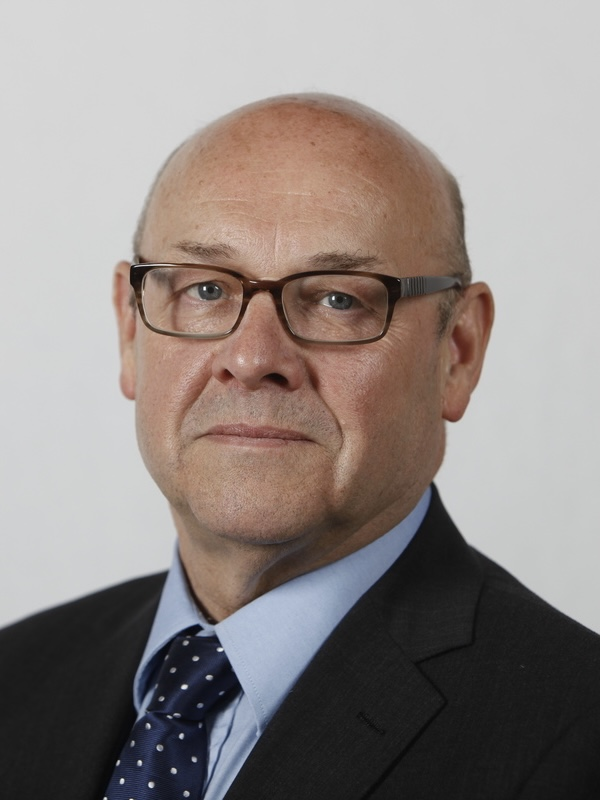
James Dornan

James Dornan (* 17. März 1953) ist ein schottischer Politiker und Mitglied der Scottish National Party (SNP).

## Leben
Dornan besuchte die St Mirin’s Primary School und die Holyrood Secondary School in Glasgow.

## Politischer Werdegang
Erstmals trat Dornan bei den Unterhauswahlen 2005 zu nationalen Wahlen an. Er kandidierte für die SNP im Wahlkreis Glasgow South West, konnte aber hinter dem Labour-Politiker Ian Davidson nur die zweithöchste Stimmenanzahl erringen und verpasste somit den Einzug in das Unterhaus. 2007 wurde er in den Stadtrat Glasgows gewählt.
Im selben Jahr kandidierte er bei den schottischen Parlamentswahlen im Wahlkreis Glasgow Cathcart, dessen Direktmandat jedoch der Labour-Kandidat Charles Gordon gewann. Bei den Parlamentswahlen 2011 errang Dornan schließlich das Direktmandat von Glasgow Cathcart mit einem Vorsprung von rund 1600 Stimmen vor Gordon und zog erstmals in das Schottische Parlament ein. Bei den folgenden Parlamentswahlen 2016 verteidigte Dornan sein Direktmandat.